# 近藤晃央
近藤 晃央（こんどう あきひさ、男性、1986年8月6日 - ）は、日本のシンガーソングライター、デザイナー。愛知県刈谷市出身。妻は元SKE48のメンバーで女優の松井玲奈。
作詞、作曲、編曲、弦編曲、アートワーク、ミックス、映像（撮影・編集）、ウェブ、舞台制作などを自ら手掛けるマルチクリエイター。デザイナーとしても多くのアーティスト・タレントなどにデザイン提供を行っている。
2012年、ソニー・ミュージックエンタテインメント内のデフスターレコーズよりメジャーデビュー。2021年にユニバーサルミュージックへ移籍し、その後2022年から自主レーベル「KISSUI（キッスイ）」を立ち上げる。

## 略歴

### メジャーデビュー前
音楽業界の裏方として就職していたが、会社を退社し、東京や横浜で路上ライブを始め2009年に活動をスタート。MySpace主催のオーディションでグランプリを獲得する。
2011年、母校・安城学園高等学校の創立100年目を記念して在校生徒とともに楽曲「100年後」を制作。同校の学園祭で初披露し、同時にデフスターレコーズからメジャーデビューすることが発表された。
中部地区ではデビュー以前からテレビ、ラジオ、雑誌など多くのメディア露出を果たし、その期待度の高さから「東海の星」と呼ばれるようになる。
2012年6月17日、名古屋DIAMOND HALLにて愛知県の学生とコラボレートしたフリーライブ・イベント「UTAPHICA」を開催し、1200人を動員。
このイベントがきっかけとなり、7月15日に「ap bank fes '12 Fund for Japan」へ出演し、9月1日にナゴヤドームにて開催された「第2回 東京ガールズコレクション in 名古屋 2012」ではオープニングアクトを務め、デビュー前にして約4万人の観客を前にパフォーマンスを披露。同年、TOHOシネマズ初の試みとなる「TOHOシネマズメッセンジャー」としても活動し、2012年9月8日から約1年に渡って近藤主演のショートムービーのシリーズがTOHOシネマズ全館で上映された。

### メジャーデビュー後
2012年
- 9月19日 - デフスターレコーズからシングル「フルール」をリリースし、メジャー・デビュー。「フルール」は全国30局ものラジオ局でパワープレイに選ばれ、大手歌詞検索サイトでアクセスランキング1位や、中部地区の有線チャートでも1位を獲得するなど急激に注目を集めた。
- 12月5日 - セカンドシングル「テテ」（アニメ『宇宙兄弟』（読売テレビ・日本テレビ）エンディング・テーマ）をリリース。全国有線問い合わせチャート2位（2012年11月度）、12月度月間全国総合CSオンエアチャート1位を獲得。

2013年
- 4月5日 - 福岡のcross fmでレギュラー番組『近藤晃央の言葉Hz（ことばヘルツ）』をスタート。
- 4月 - アサヒビール「福岡ソフトバンクホークス応援プロジェクトCMソング」に自身の楽曲「ハッピーエンドワールドエンド」が起用され、福岡ヤフオク!ドームでのホークス主催試合にてイニング毎に放送されるジングルも担当。
- 5月3日 - ヤフオク!ドームにて行われた福岡ソフトバンクホークス対埼玉西武ライオンズの試合では、試合開始前にゲストとしてグラウンド上にてライブ出演した。
- 5月15日 - プロデューサーに亀田誠治を迎え、サードシングル「らへん」をリリース。「らへん」のリリースCMにはフリーアナウンサーの青木裕子が出演。
- 6月 - 初のツアー「近藤晃央1st TOUR〜ui ui she〜」が東京、名古屋、大阪、福岡にて実施。（各地での対バンゲストには親交のある指田フミヤ、wacci、吉田山田、山崎あおい等が出演。）
- 6月26日 - ファーストフルアルバム『ゆえん』をリリース。この作品には、いきものがかりの水野良樹や、同郷の先輩にあたるSPYAIRのIKE、KENTAなど、交流のある多くのミュージシャンから絶賛の推奨コメントが寄せられた。
- 7月22日 - デフスターレコーズから、同じソニーミュージックグループのアリオラジャパンへ、レコード会社移籍を発表。
- 9月4日 - 4thシングル「あい」（ドラマ『名もなき毒』（TBS）主題歌）をリリース。
- 9月 - アルバム『ゆえん』のレコ発ワンマンツアー「近藤晃央ONEMAN TOUR ゆえん〜YOU&〜」が4都市（東京、名古屋、大阪、福岡）で開催された（各地でチケットは完売）。
- 11月27日 - 5thシングル「ブラックナイトタウン」（アニメ『NARUTO -ナルト- 疾風伝』（テレビ東京）エンディングテーマ）をリリース。

2014年
- 1月15日 - 配信シングル「片隅スマイル」（東建コーポレーション ホームメイトTVCM『声を大にして』篇CMソング）をリリース。
- 8月18日 - 主題歌を務めるドラマ『ペテロの葬列』（TBS）の第7話に本人役で出演。劇中で主題歌を披露し、ドラマ初出演を果たす。
- 8月20日 - 6thシングル「心情呼吸」（ドラマ『ペテロの葬列』（TBS）主題歌）をリリース。

2015年
- 5月23日 - アコースティック定期ライブ「ACOLOGIA」をスタート[12]。
- 6月3日 - 実姉の結婚を祝してプレゼントした楽曲「六月三日」を配信限定シングルとしてリリース[13]。
- 8月5日 - la la larksとのコラボ曲「トーキョーライト」を「近藤晃央×la la larks」名義で配信リリース[14]。

2016年
- 4月27日 - 約3年ぶりとなるセカンドフルアルバム『アイリー』をリリース。東建コーポレーション ホームメイトTVCMソング「かわいいひと」、『saku saku』（tvk）の4月度エンディングテーマ「恋文」など全14曲が収録された。CDジャケットは水中に絵を描き、自らデザインした[15]。リード曲「恋文」のミュージック・ビデオでは内田理央と共演。
- 6月 - アルバム『アイリー』のレコ発ワンマンツアー「近藤晃央2nd ONEMAN TOUR〜IRIE LAND〜」が前回のツアーに引き続き東京、名古屋、大阪、福岡の4都市で開催され、その後ツアーで訪れなかった仙台、札幌、岡山で「ACOLOGIA Cafe Live Tour」を開催した。
- 11月23日 - アマチュア時代から親交のあるシンガーソングライター、ダイスケとのコラボ曲を含む、7thシングル「涙腺/クリスマスチキン feat.ダイスケ」（両A面シングル）をリリース。「涙腺」のミュージックビデオには女優・Seventeenモデルの古畑星夏が出演した[16]。

2017年
- 9月13日 - デビュー5周年を記念した8thシングル「存在照明」をリリース。初登場14位（オリコンデイリー）。c/w曲「ベッドインフレームアウト」では、初めて官能的な世界を描き、演奏と編曲でAqua Timez のkey.mayukoとコラボレーション。mayukoはMVにも出演した[17]。またc/w曲「ひとつになれないことを僕らはいずれ知ってゆくよ」では自身が初の全楽器の編曲を担当した。またメジャーデビュー5周年記念特設サイトをオープン。山田義孝（吉田山田）、ダイスケ、倉持明日香、トミタ栞、内田理央、古畑星夏など交友のある様々なアーティストやタレントからのアニバーサリーメッセージが贈られた。
- 9月23日 - メジャーデビュー5周年記念ワンマンライブ「近藤晃央 5th Anniversary Live「KAIKAKI」」をZeppダイバーシティ東京で開催。
- 11月22日 - 『FABULOUS RIDE』（ZIP-FM）の番組で半年間に及ぶコラボプロジェクトで誕生した楽曲「相言葉」を配信リリース[18]。
- 12月 - ストリングスカルテットを迎えた編成で、名古屋ダイアモンドホール、梅田バナナホール、東京キネマ倶楽部にて東名阪ワンマンツアー「damp sigh is sign」を開[19]。

2018年
- 4月8日 - 東京WWW Xにて、2013年に発売した1stアルバム『ゆえん』のリバイバルをテーマにしたワンマンライブ「YOU&2〜やり残した現在のYOU&〜」を開催。このライブをもって、ライブ活動休止期間に入り、ファンクラブ「UDONCO」の終了を発表。
- 2018年5月10日に別名義のサブプロジェクト「ちゃちゃまるず」名義で配信シングル「ジロリンチョ」をリリース。名前の由来は愛犬「ちゃちゃまる」（柴犬）から。
- 10月13日 - 活動休止中ながら、『BEATNIK JUNCTION』（ZIP-FM）にゲスト出演。放送中に、10月17日に配信シングル「クレーマー」をリリースし、所属事務所とレーベルを自らの意思で離れ2019年よりフリーでライブ活動を再開することを発表。再始動ライブ（2019年1月6日名古屋ボトムライン）のライブは発売から1時間弱で完売した。

2019年
- 1月6日名古屋ボトムラインを皮切りに、大阪、東京、福岡、岡山など5都市7公演の再始動ライブシリーズツアー「賢者はジャッジメントに踊り出して」を各地で開催。（ワンマンライブ）

2021年
- ユニバーサルミュージックへ移籍。8月6日に配信シングル「ああもう」をリリースし、本格的にリリース活動も再始動。新ファンクラブ「AMBARK（アンバーク）」を始動。
- ユニバーサルミュージックからデビュー記念日となる9月19日に配信シングル「箇条書」をリリース。
- 3ヶ月連続配信リリースとなるW A-SIDE配信シングル「聲/メニメ」をユニバーサルミュージックからリリース。

2022年
- 6月1日に配信シングル「ショートケーキ」をリリース。同曲がTBSラジオの2022年6月度マンスリーパワープレイ「ツキオシ」に選ばれる。また、同曲のミュージックビデオは自身が監督を務めた。
- 自らのレーベル「KISSUI（キッスイ）」を立ち上げ、6月15日に3rdアルバム『VISCO』リリース。全曲自身で手がけたアレンジを始め、アートワーク、映像制作（MV、ライブ映像、メイキング）、楽曲のミックスなど多くをセルフで行った完全セルフプロデュース作。CDリリースとしては5年振りの作品となった。初登場13位（オリコンアルバムデイリー）。
- デビュー10周年当日である9月19日にZepp Nagoyaでデビュー10周年記念ライブを開催。（台風により2023年2月4日に延期開催）

2023年
- 5月に元SKE48のメンバーで女優の松井玲奈の交際が明らかになるが結婚、挙式については否定。
- 6月17日に配信リミックスアルバム『VISCO 少数精鋭REMIX』をリリース。
- 7月7日に配信シングル「CASUAL CINDERELLA」をリリース。
- 東名阪ツアー「VISCO CITY」開催。アルバム『VISCO』発売から1年越しのレコ発ツアーとなった。

2024年
- 1月1日に松井玲奈と結婚したことを公表した[20]。

## 人物
身長が185cmと長身である。
中学生のときに初めてアコースティック・ギターに触れ、遊び感覚で弾き語りを始めた。本人曰く、音楽の授業で課題曲であった藤井フミヤの「TRUE LOVE」がきっかけでギターに歌を乗せる楽しさを知ったという。影響を受けたアーティストはHi-STANDARDと椎名林檎。デフスターレコーズ、アリオラジャパンにてレーベルメイトでもあった平井堅の大ファンである。
音楽関係の会社に就職していた時代に、当時結成されたばかりだったももいろクローバーのスタッフとしてメンバーと共に並んでグッズを販売するなど、多くのライブ会場で裏方として仕事をしていた。裏方のノウハウを活かし現在でもレコーディングやライブのディレクション、演出、MVの編集、編曲など多くの業務を自ら行う。
自身の実家が親戚一同における「本家」で近藤自身がその長男であるため、親戚からは自身の音楽活動を反対されているとsakusaku出演時に語っており、いずれは自身が継ぐかもしれないということを語っている。
「ブラックナイトタウン」はアニメ「NARUTO -ナルト- 疾風伝」のエンディングテーマだったが、アニメのエンディング映像が主人公のうずまきナルトではなく、本編ストーリーの展開に添ってうちはサスケをメインにした映像であることから、「とても特殊な時期にテーマソングをやらせて頂いた」と、NARUTO SUPER SOUNDS発売記念イベントで当時の心境を振り返っている。また、ブラックナイトタウンを「この曲をNARUTOファン、そしてうちは兄弟に捧げたいです」とMCで語っている。
幼少期から、地元球団である中日ドラゴンズの熱狂的ファンで、1994年の読売ジャイアンツとの事実上の優勝決定戦「10.8決戦」で敗れた際に、号泣して家出をした。欧州サッカーや競馬のファンでもある。
2023年5月25日、『文春オンライン』で、元SKE48メンバーで女優の松井玲奈との交際が報じられた。近藤は27日に自身のX（旧Twitter）で交際の事実を認めた。翌年1月1日に結婚したことを報告した。

### グラフィックデザイナーとして
シンガーソングライターと活動する以前からグラフィックデザイナーとしても活動しており、2011年にはロックバンド・［Alexandros］（当時のバンド名は[Champagne]）のツアーTシャツをデザインしているほか、自身のグッズなどはすべて自分で制作したり、多くのアーティストやタレントのデザインを手がけている。

### 音楽性
「強さも弱さも包み込むような日本語詞」と「哀愁を漂わせる和メロ」、「儚さと温かさを有する歌声」が特徴で、ORICON STYLEの編集長から「詞、メロディー、声の良さと三拍子揃ったシンガー・ソングライター」と評され、「哀愁を帯びた抒情性を感じさせるメロディーのセンス、そして日常の風景や心の中のもどかしさを、さりげなくも重みをもった言葉で聴く人に伝える作詞力、短い言葉で様々なイメージを想起させるタイトル表現力、そして作品力に負けない声の魅力、甘くせつなく聴くものの心に届くその声は、唯一無二の強力な武器。聴き進むにつれ、彼の感受性の豊かさ、言葉のプリズムのようなきらめきにぐいぐいと引き込まれていく。それはまさに近藤マジックという気がする。」と近藤晃央の音楽性を語った。
デビュー作をはじめ、サウンドプロデューサーとして携わった島田昌典は「彼の声質は和紙のようにきめ細かく、しなやか。その声に魅せられて、次々に試したいアイディアが沸き、いつになくオケ作りには時間がかかりました。」と語った。「フルール」については「Jポップ史に残る曲」と評している。
音楽プロデューサー亀田誠治は、自身がプロデュースしたサードシングル「らへん」を「自分の人生を変えた一曲」と称え、「とてつもないシンガーソングライターの誕生の瞬間に立ち会えて本当に感謝しています」と語っている。
ドラマ『名もなき毒』のイベントで共演した小泉孝太郎は「僕がドラマで演じている杉村の心の叫びを歌ったような曲でとてもグッとくるんです。撮影期間の3か月は勝手に僕のテーマソング」と語り、同じく共演した真矢みきは「聞いたら悪いものが取り除かれるような。体や心の毒を浄化してくれる。」と絶賛した。また、真矢みきは自身のディナーショー（2022年）で近藤晃央の楽曲をカバーしている。
でんぱ組.incの古川未鈴や、√5のkoma'nなど、近藤が作る音楽のファンだとネットやインタビューで語る者も多い。近藤の音楽は昭和の歌謡曲から影響を受けており、近藤自身も「昭和歌謡テイストのメロディーを、今のポップスのフィルターを通して表現している」と発言している。
作詞力にはデビューした頃から定評があり、wacciの橋口洋平は、近藤晃央の「類似」（3rdアルバム「VISCO」収録）の歌詞に「その視点に打ちのめされました。」と評している。。

## ディスコグラフィー

### 配信限定
| 枚       | 発売日         | タイトル                 | 備考                                                                |
| -------- | -------------- | ------------------------ | ------------------------------------------------------------------- |
| シングル | 2014年1月15日  | 片隅スマイル             | アリオラジャパンより発売。※後にシングル「心情呼吸」の通常盤に収録。 |
| シングル | 2015年6月3日   | 六月三日                 | アリオラジャパンより発売。                                          |
| シングル | 2015年8月5日   | トーキョーライト         | アリオラジャパンより発売。※「近藤晃央×la la larks」名義             |
| シングル | 2017年11月22日 | 相言葉                   | アリオラジャパンより発売。                                          |
| シングル | 2018年10月17日 | クレーマー               | ※後に会場＆通販限定CDとしても発売                                   |
| シングル | 2019年9月1日   | サマーラブシンドローム   |                                                                     |
| シングル | 2021年8月6日   | ああもう                 | ユニバーサルミュージックより発売。                                  |
| シングル | 2021年9月19日  | 箇条書                   | ユニバーサルミュージックより発売。                                  |
| シングル | 2021年10月27日 | 聲/メニメ                | ダブルAサイドシングル。ユニバーサルミュージックより発売。           |
| シングル | 2022年6月1日   | ショートケーキ           | 3rdアルバム「VISCO」からの先行シングル。KISSUIより発売。            |
| アルバム | 2023年6月17日  | VISCO 少数精鋭REMIX      | 3rdアルバム「VISCO」のリミックスアルバム。KISSUIより発売。          |
| シングル | 2023年7月7日   | CASUAL CINDERELLA        | KISSUIより発売。                                                    |
| シングル | 2023年11月25日 | あの娘が嫌い（SNUGver.） | 2014年発売の「あの娘が嫌い」をリアレンジし再録。KISSUIより発売。    |

### 映像作品
| 発売日       | タイトル                                             | 規格品番  | 備考        |
| ------------ | ---------------------------------------------------- | --------- | ----------- |
| 2023年8月6日 | 近藤晃央10th ANNIVERSARY LIVE「BOUQUET」Live Blu-ray | LNXM-1469 | HMV限定発売 |

### オムニバス参加作品
| 発売日         | タイトル                                                                                    | 規格品番          | オリコン週間 最高位 |
| -------------- | ------------------------------------------------------------------------------------------- | ----------------- | ------------------- |
| 2013年4月24日  | tofubeats university of remix                                                               | SECL-1310         | 100位               |
| 2014年4月16日  | 島田印 -島田昌典ワークス・ヒットコレクション-                                               | BVCL-588          | 117位               |
| 2014年7月23日  | 宇宙兄弟COMPLETE BEST                                                                       | SVWC-70006〜70008 | 12位                |
| 2014年11月26日 | テレビ東京系アニメ『NARUTO -ナルト- 疾風伝』コンピレーションアルバム「NARUTO SUPER SOUNDS」 | SVWC-70019        | 10位                |

### 自主制作盤
- loveless（2010年1月27日リリース、ライブ会場・通販限定発売）
- 100年後（2011年12月4日リリース[28]、ライブ会場・通販限定発売）
- クレーマー（2019年1月6日リリース、ライブ会場・通販限定販売）

## タイアップ
| 楽曲                           | タイアップ |
| ------------------------------ | --- |
| フルール                       | 『Music B.B.』2012年9月度エンディング・テーマ                                                                        |
| テテ                           | 読売テレビ・日本テレビ系アニメ『宇宙兄弟』エンディングテーマ テレビ神奈川『saku saku』2012年12月度エンディングテーマ |
| ハッピーエンドワールドエンド   | アサヒビール「福岡ソフトバンクホークス」応援プロジェクトCMソング                                                     |
| あい                           | TBS系ドラマ『名もなき毒』主題歌                                                                                      |
| ブラックナイトタウン           | テレビ東京系アニメ『NARUTO -ナルト- 疾風伝』エンディングテーマ                                                       |
| 片隅スマイル                   | 東建コーポレーション ホームメイトTVCM『声を大にして』篇CMソング                                                      |
| 心情呼吸                       | TBS系ドラマ『ペテロの葬列』主題歌                                                                                    |
| かわいいひと                   | 東建コーポレーション ホームメイトTVCMソング 関西テレビ/フジテレビ系『にじいろジーン』天気予報テーマ曲                |
| 恋文                           | テレビ神奈川『saku saku』2016年4月度エンディングテーマ                                                               |
| クリスマスチキン feat.ダイスケ | 関西テレビ/フジテレビ系『にじいろジーン』天気予報テーマ曲                                                            |
| 涙腺                           | テレビ神奈川『saku saku』2017年1月度エンディングテーマ 関西テレビ/フジテレビ系『にじいろジーン』天気予報テーマ曲     |

## 出演

### ドラマ
- ペテロの葬列 第7話（2014年8月18日 TBS）本人役として出演。劇中で主題歌を披露。

### テレビ
- FULL CHORUS（2016年4月19日 BSスカパー!）
- 開運音楽堂（2014年9月13日 TBS）
- Weekend Hips!（2014年9月13日 TOKYO MX）
- 音ボケPOPS（2014年8月31日 BS-TBS）
- 音楽の日（2014年8月3日 TBS）
- 音流〜ONRYU〜（2013年11月30日 テレビ東京）
- アニメDON!（2013年11月26日 テレビ東京）
- サキよみ ジャンBANG!（2013年10月11日、2013年12月13日  テレビ東京）
- ライブB♪（2013年6月25日、9月24日、2014年8月26日 TBS）
- ミュージックドラゴン（2013年5月31日、10月4日、日本テレビ）
- プレミアMelodix!（2013年5月13日、2013年12月3日、テレビ東京）
- PON!（2013年4月9日、日本テレビ）
- バレンタイン・スペシャルライブ '13（2013年3月14日、MUSIC ON! TV）
- STUDIO MUSIX（2013年1月6日、2013年12月1日、アニマックス）
- めざましテレビ（2012年9月12日、2012年11月19日、フジテレビ）
- saku saku（2012年10月、2013年5月、2014年8月、 2014年9月 テレビ神奈川）
- オリエンタルラジオのツギクルッ!（2012年9月24日〜9月28日/9月29日、MUSIC ON! TV）
- メ〜テレライブ BOMBER-E（2012年9月4日、名古屋テレビ放送）
- 24時間テレビチャリティーライブ〜未来〜（2012年8月26日、中京テレビ放送）
- 花咲かタイムズ（2012年9月22日、2012年4月21日、中部日本放送）
- ラッキー!!ブランチ（2012年9月21日、2012年6月29日、中京テレビ放送）
- イッポウ ※近藤晃央特集（2012年6月21日、中部日本放送）
- 来る来るミラクル（2011年9月23日、中部日本放送）

### ラジオ
- 近藤晃央のコトノオト（2011年10月5日[31] - 2012年9月26日、東海ラジオ放送[32]）
- 近藤晃央のKOTOBA Hz（言葉ヘルツ）（2013年4月5日[33] - 6月28日、cross fm）
- 近藤晃央のコトノオト〜シーズン2〜（2016年1月2日 - 6月30日 東海ラジオ放送）

### CM
- TOHOシネマズ CM（2012年9月 - 2013年9月） 主演。劇場コマーシャル。

| No.   | 放映期間        | タイトル                         | 出演者                             | 使用楽曲                        | 監督         |
| ----- | --------------- | -------------------------------- | ---------------------------------- | ------------------------------- | ------------ |
| 第1弾 | 2012年9月〜11月 | フルール編「映画を観よう」CM     | 出演者：近藤晃央、東山麻美         | フルール                        | 不明         |
| 第2弾 | 2012年12月〜3月 | テテ編「運命は突然やってくる」CM | 出演者：近藤晃央、井上肇、野崎萌香 | テテ                            | 柿本ケンサク |
| 第3弾 | 2013年4月〜6月  | 「らへん」編 CM                  | 出演者：広瀬アリス                 | らへん                          | 井上春生     |
| 第4弾 | 2013年7月〜8月  | 「ゆえん」編 CM（総集編）        | 出演者：近藤晃央 他                | フルール、HONEY、らへん、幸福論 | 不明         |

## 主なライブ
- 2012年06月17日 - UTAPHICA（名古屋ダイアモンドホール）※ONE MAN LIVE
- 2012年09月01日 - 第2回東京ガールズコレクションin名古屋2012（ナゴヤドーム）
- 2012年11月21日 - J-WAVE TOKYO REAL-EYES "LIVE SUPERNOVA"vol.77（O-NEST）
- 2012年12月08日 - oricon Sound Blowin’10th anniversary（SHIBUYA-AX）w/ゴールデンボンバー/Silent Siren／JOKER／Dancing Dolls
- 2013年02月11日 - バレンタイン・スペシャルライブ‘13 supported by Ghana（SHIBUYA-AX）w/SCANDAL/Rake/ティーナ・カリーナ/RAM WIRE/
- 2013年06月15日 - 『saku saku』presents 初夏のプレミアムライブ2013（横浜BRITZ）w/DEPAPEPE/→Pia-no-jaC←/ティーナ・カリーナ/
- 2013年06月22日〜07月03日 - 近藤晃央 1st TOUR ～ ui ui she ～（4都市4公演）
- 2013年09月16日〜09月23日 - 近藤晃央 ONEMAN TOUR 「ゆえん～You&～」（4都市4公演）※ONE MAN LIVE
- 2014年12月09日 - 『saku saku』 presents 冬のプレミアムライブ2014（横浜関内ホール）w/7!!/トミタ栞/あゆみくりかまき/
- 2015年03月13日〜03月25日 - la la larks×近藤晃央 2MAN「OS 06」（2都市2公演）
- 2015年05月〜 - アコースティックワンマン「ACOLOGIA」（不定期開催中）※ONE MAN LIVE
- 2016年06月04日〜06月19日 - 近藤晃央 2nd ONEMAN TOUR ～IRIE LAND～（4都市4公演）※ONE MAN LIVE
- 2016年08月21日〜09月10日 - Cafe Live Tour「ACOLOGIA〜akissa at kissa〜」（4都市4公演）※ONE MAN LIVE
- 2016年12月22日〜12月25日 - チキン達のクリスマス～近藤晃央×ダイスケ クリスマス2マンライブ～（2都市2公演）
- 2017年01月27日〜01月29日 - 近藤晃央 ONE MAN LIVE 2017「分泌音」（2都市2公演）※ONE MAN LIVE
- 2017年03月25日 - ACOLOGIA vol.12 ～THE EACH BLUE～（名古屋ブルーノート/昼夜2公演）※ONE MAN LIVE
- 2017年04月26日〜08月03日 - KiZen for KAIKAKI（4公演）※ONE MAN LIVE
- 2017年09月23日 - 近藤晃央 5th anniversary LIVE「KAIKAKI」（Zepp DiverCity TOKYO）※ONE MAN LIVE
- 2017年12月01日〜12月08日 - 近藤晃央 ONE MAN TOUR 「damp sigh is sign」（3都市3公演）※ONE MAN LIVE
- 2018年04月08日 - 近藤晃央 ONE MAN SHOW 2018「YOU&2〜やり残した現在のYOU&〜」（WWW X）※ONE MAN LIVE
- 2019年01月06日-ZIP-FM presents　近藤晃央LIVE2019「賢者はジャッジメントに踊りだして～第1話～」（名古屋ボトムライン）※ONE MAN LIVE
- 2019年03月17日-近藤晃央LIVE2019「賢者はジャッジメントに踊りだして～第2話～」（梅田シャングリラ）※ONE MAN LIVE
- 2019年04月28日-近藤晃央LIVE2019「賢者はジャッジメントに踊りだして～第3話～」（東京キネマ倶楽部）※ONE MAN LIVE
- 2019年06月08日-近藤晃央LIVE2019「賢者はジャッジメントに踊りだして～第4話～」（福岡ROOMS）※ONE MAN LIVE
- 2019年07月07日-近藤晃央LIVE2019「賢者はジャッジメントに踊りだして～第5話～」（岡山IMAGE）※ONE MAN LIVE
- 2019年08月18日-ZIP-FM presents　近藤晃央LIVE2019「賢者はジャッジメントに踊りだして～最終話・上～」（名古屋ELECTRIC LADY LAND）※ONE MAN LIVE
- 2019年10月26日-近藤晃央LIVE2019「賢者はジャッジメントに踊りだして～最終話・下～」（SHIBUYA WWWX）※ONE MAN LIVE
- 2019年11月24日-近藤晃央BLUE NOTE LIVE2019「utmost」（名古屋ブルーノート/1st WHITE SIDE・2nd BLACK SIDE）※ONE MAN LIVE
- 2019年12月1日-近藤晃央BLUE NOTE LIVE2019「utmost」in Tokyo（BLUES ALLEY JAPAN/1st WHITE SIDE・2nd BLACK SIDE）※ONE MAN LIVE
- 2020年09月19日-近藤晃央8th ANNIVERSARY LIVE「OLDIE EPOCH」（渋谷ストリームホール）※ONE MAN LIVE（配信ライブ）